# Nomada formula
Nomada formula är en biart som beskrevs av Henry Lorenz Viereck 1902. Nomada formula ingår i släktet gökbin, och familjen långtungebin. Inga underarter finns listade i Catalogue of Life.